# Carlos Coloma Nicolás
Carlos Coloma Nicolás (Logroño, 28 de septiembre de 1981) es un deportista español que compitió en ciclismo de montaña en la disciplina de campo a través.
Participó en tres Juegos Olímpicos de Verano, entre lo años 2008 y 2016, obteniendo una medalla de bronce en Río de Janeiro 2016, el sexto lugar en Londres 2012 y el 28.º en Pekín 2008.
Ganó dos medallas en el Campeonato Mundial de Ciclismo de Montaña, oro en 1999 y bronce en 2001, y una medalla de bronce en el Campeonato Europeo de Ciclismo de Montaña de 2003.
En marzo de 2021 anunció su retirada de la competición profesional, para dedicarse a la dirección de su equipo de ciclismo de montaña, el BH Templo Cafés, y a la preparación de otros ciclistas.

## Medallero internacional
| Juegos Olímpicos   | Juegos Olímpicos        | Juegos Olímpicos  | Juegos Olímpicos           |
| Año                | Lugar                   | Medalla           | Competición                |
| ------------------ | ----------------------- | ----------------- | -------------------------- |
| 2016               | Río de Janeiro (Brasil) | Medalla de bronce | Campo a través             |
| Campeonato Mundial |                         |                   |                            |
| Año                | Lugar                   | Medalla           | Competición                |
| 1999               | Åre (Suecia)            | Medalla de oro    | Campo a través por relevos |
| 2001               | Vail (Estados Unidos)   | Medalla de bronce | Campo a través por relevos |
| Campeonato Europeo |                         |                   |                            |
| Año                | Lugar                   | Medalla           | Competición                |
| 2003               | Graz (Austria)          | Medalla de bronce | Campo a través por relevos |